# 傅奎清
傅奎清（1920年11月28日—2022年8月28日），湖北英山人，中国人民解放军中将，曾任南京军区政治委员。

## 生平
傅奎清1937年参加革命工作，1938年加入中国共产党，1939年参加新四军。抗日战争时期，他历任干事、学员、队副政治指导员、连政治指导员、股长、副科长等职，参加了津浦路西、柏家圩等战役战斗。解放战争时期，他历任科长、团副政治委员兼政治处主任、团代政治委员、团政治委员等职，参加了苏中、苏北、莱芜、淮海、渡江等战役战斗。中华人民共和国成立后，他参加了抗美援朝，历任师政治部副主任、主任，科长、兵团政治部组织部副部长、23军69师政治委员，23军政治部主任、副政治委员、政治委员，黑龙江省革命委员会副主任，沈阳军区副政治委员、副政治委员兼政治部主任，福州军区政治委员等职。
1988年，被授予中将军衔。他还是中国共产党第十次、十二次、十三次全国代表大会代表，中国共产党第十二届中央委员会委员、第五届全国人民代表大会代表、第七届全国人民代表大会常务委员会委员。
2022年8月28日，傅奎清因病医治无效，于南京逝世，享年102岁。新华社于9月14日发布讣告，后刊登在9月19日的《解放军报》与9月25日的《人民日报》。

## 家庭
- 小儿子傅沿江[5]，曾任江苏省军区副参谋长、南京警备区司令员

## 荣誉
- 三级独立自由勋章
- 二级解放勋章
- 中国人民解放军独立功勋荣誉章